# プロサッカークラブをつくろう! ヨーロッパチャンピオンシップ
『プロサッカークラブをつくろう! EUROPE CHAMPIONSHIP』は、セガから2006年3月29日に発売されたサッカークラブ経営シミュレーションゲーム。通称『サカつくEU』。Jリーグが舞台だった従来の『プロサッカークラブをつくろう!』シリーズとは異なり、本作ではヨーロッパの6大リーグ（イングランド・フランス・ドイツ・イタリア・スペイン・オランダ）を題材としている。
基本的なゲームシステムは従来の『サカつく』シリーズを踏襲したものになっているが、ヨーロッパにおける現実のサッカー事情に合わせるためにいくつかの変更が行われている。
他シリーズと違い取り扱う内容がJリーグではなくヨーロッパサッカーということもあり、シリーズで唯一、英語翻訳された海外版が、2006年8月15日、イギリスで発売されている。

## 主な新システム
試合シーンのリアルタイム進行
従来のシリーズでは、ドリブル・パス・シュートといった各プレイシーンを個々に扱いそれを繋ぎ合わせた「紙芝居」方式であったが、今作は試合全景を見渡しコマ切れではない「プレーの連続性」を重視したリアルタイムな試合シーンとなっている。このため、選手交替などの戦術変更もプレイヤーがタイムリーに介入することが可能になった。
チームスタイル・ポリシー

## オープニング（チームエディット）
自クラブの各国3部リーグから2部リーグへの昇格を賭けたプレイオフを闘うところからゲームがスタートする。
1. リーグと本拠地を選ぶ
まず所属するリーグを選択する。所属することのできるリーグはイングランド・フランス・ドイツ・イタリア・スペイン・オランダの6つ。さらに、選択した国の中から自クラブの本拠地となる都市・地域を選択する。
このうち、トップリーグの昇格の条件でプレイオフが行われているリーグは、イングランド・イタリア・オランダの3つ。プレイオフがある方が昇格のチャンスに恵まれており、比較的易しい。
2. 初期設定をする
2部昇格が懸かった試合に臨む前にオーナーの名前やクラブのカラー、チームスタイルを設定する。もちろん従来のシリーズ通り「秘書」を選ぶこともできる。
3. プレイオフ
2.までの設定を行ったら、自クラブを含む4チームでトーナメントを行う。1回戦はホームアンドアウェー方式、決勝戦は一発勝負の戦いとなる。このトーナメントで優勝すれば2部リーグ昇格となり、途中で敗退するとその場でゲームオーバーとなる。
4. 2部昇格をした後
2部リーグの昇格が決定した後は、細かいクラブエディット（ユニフォーム・フラッグ・エンブレムの設定）と運営計画（スポンサーとの契約・チケット料金など）を設定し、いよいよ本格的なクラブ運営を開始する。

## 備考
- 本作のイメージキャラクターとして元イタリア代表のロベルト・バッジョを起用。バッジョは発売時点では既に現役を引退した選手ながら、本作中には実名で登場する。
- 予約特典としてヨーロッパリーグプレイガイドと特製バッジョスリーブがもらえるキャンペーンを行っていた。また初回生産分には、同社のアーケードゲーム『WORLD CLUB Champion Football』で使用できる特製バッジョカードを封入。さらに セガダイレクト では、「サカつくEU」オリジナルTシャツの販売を行っている。
- 2006年6月1日に同社が発売した『WORLD FOOTBALL CLIMAX』では、「サカつくEU」のクラブデータを引き継ぎ、自分が育てた選手たちを直に動かすことが出来るモードが搭載されている。